# Juan Carlos Calvo
Juan Carlos Calvo (né le 26 juin 1906 à Montevideo et mort le 12 octobre 1977) est un footballeur uruguayen champion du monde. 

## Biographie
Retenu dans le groupe uruguayen de 1929 à 1930, en tant qu'attaquant, il fait partie des joueurs sélectionnés pour la Coupe du monde 1930, mais il ne joue aucun match. Néanmoins, il est couronné du titre de champion du monde. Il fait toute sa carrière avec Club Sportivo Miramar Misiones, jouant en première division entre 1927 et 1931. Il remporte une D3 en 1937, année où il arrête sa carrière.

## Clubs
- 1926-1937 :  Club Sportivo Miramar Misiones

## Palmarès
- Coupe du monde de football
  - Vainqueur en 1930
- Championnat d'Uruguay de football D3
  - Champion en 1937